# Karimé
Karimé (Carimé, Karime, Kari.me, Carimi), jedna od skupina ili plemena Yanomami Indijanaca, uže grupe Waiká, porodica Chirianan, naseljeni na području brazilske države Roraima, rio Catrimani. Govore posebnim jezikom ili dijalektom nanomam ili karimé. Srodni su s brazilskim Pusaracau.

## Vanjske poveznice
- Society-YANOAMA